# Eucytheridea punctillata
Eucytheridea punctillata is een mosselkreeftjessoort uit de familie van de Eucytheridae. De wetenschappelijke naam van de soort is voor het eerst geldig gepubliceerd in 1865 door Brady.